# 1956年バレーボール男子南米選手権
1956年バレーボール男子南米選手権（1956 Men's South American Volleyball Championship）は、1956年にウルグアイのモンテビデオで開催された、南米バレーボール連盟主催の第2回バレーボール南米選手権男子大会。
出場国は5カ国。ブラジルが2大会連続2回目の優勝を飾った。

## 最終結果
| 順位 | 国         |
| ---- | ---------- |
| 1    | ブラジル   |
| 2    | ウルグアイ |
| 3    | パラグアイ |
| 4    | ペルー     |
| 5    | チリ       |